# 로버트 마이예
로버트 마이예(Robert Maillet, 1969년 10월 26일 ~ )는 캐나다의 프로레슬링선수이자 배우다.
키는 208cm 몸무게는 160kg이다.

## 출연 작품
- 벡키 (2020)
- 폴라 (2019)
- 더 쉬프먼트 (2018)
- 스트레인 (2014)
- 브릭 맨션: 통제불능 범죄구역 (2014)
- 허큘리스 (2014)
- 셉틱 맨 (2013)
- 스피벳:천재 발명가의 기묘한 여행 (2013)
- 퍼시잭슨과 괴물의 바다 (2013)
- 퍼시픽 림 (2013)
- 리틀 비트 좀비 (2012)
- 몬스터 브롤 (2011)
- 빅뱅 (2011)
- 신들의 전쟁 (2011)
- 셜록 홈즈 (2009)
- 300 (2006)
- 비욘드 더 맷 (1999)
- WWE 로우 이즈 워 (1997)